# Krzynka
Krzynka – wieś w Polsce położona w województwie zachodniopomorskim, w powiecie myśliborskim, w gminie Barlinek. 
| SIMC    | Nazwa  | Rodzaj  |
| ------- | ------ | ------- |
| 0177678 | Luśno  | kolonia |
| 0177684 | Prądno | kolonia |

W latach 1954–1961 wieś należała i była siedzibą władz gromady Krzynka, po jej zniesieniu w gromadzie Barlinek. W latach 1975–1998 miejscowość administracyjnie należała do województwa gorzowskiego.
Według danych z 1 stycznia 2011 wieś miała 257 mieszkańców. 
W okolicy Krzynki znajduje się malowniczo położone jezioro Okno. Wieś leży na Droga wojewódzka nr 156.